# Richard Carew

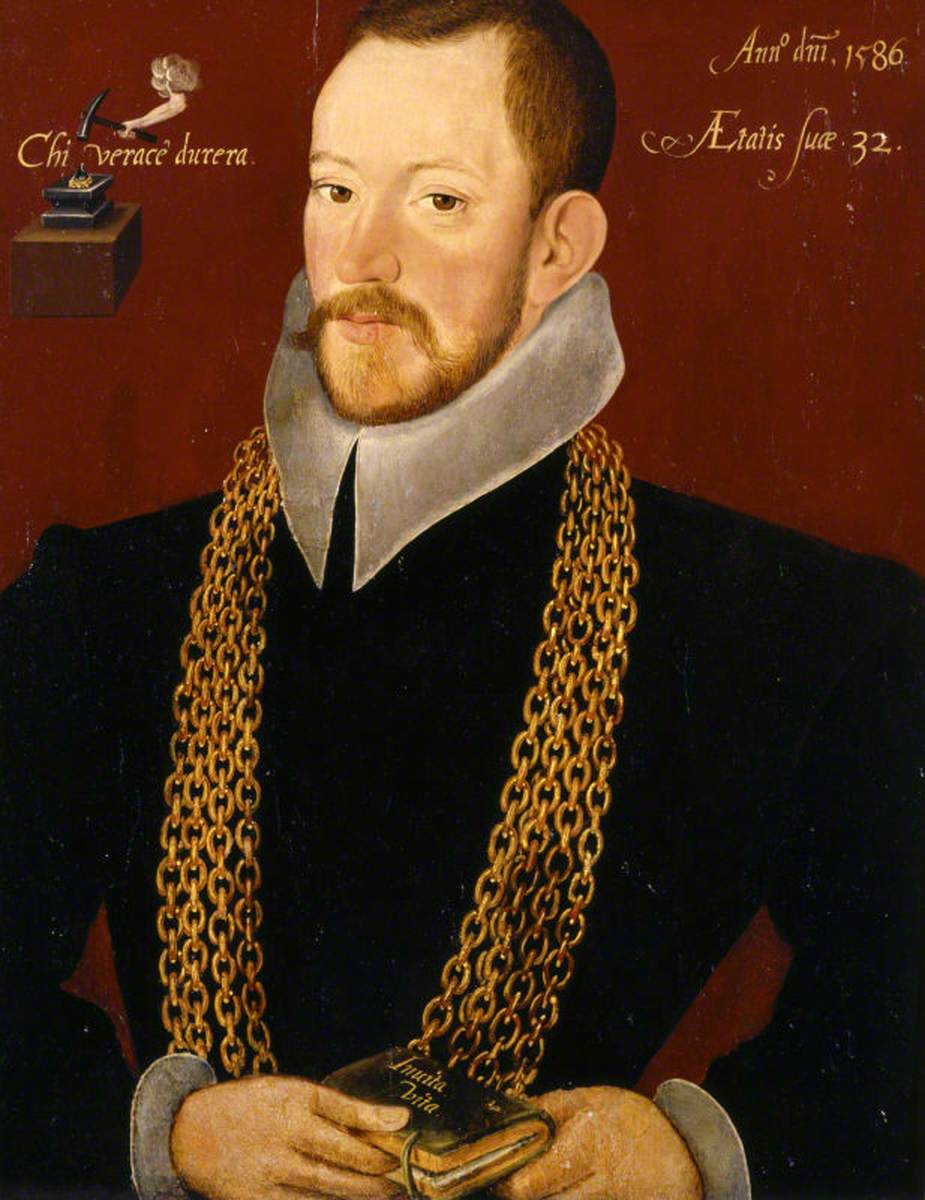
Richard Careyw, 1587

Richard Carew (Antony, Cornualles, 17 de julio de 1555 – ibidem, 6 de noviembre de 1620) fue un traductor y antiquario inglés.

## Biografía
Lo recordamos sobre todo por su obra Survey of Cornwall, que es cronológicamente su segunda obra dedicada a los Condados de Inglaterra. Entre otras obras, tradujo al inglés Gerusalemme liberata de Torquoato Tasso y Examen de Ingenios de Juan Huarte de San Juan.
Carew era miembro de la Elizabethan Society of Antiquariese como William Camden, William Lambarde, William Patten y John Stow); desctacado intelectual isabelino, frecuentaba la Mermaid Tavern. Es autor de Epistle concerning the Excellencies of the English Tongue
Su padre, Thomas Carew, fue parlamentario de la House of Commons of England.
Estudió en el Christ Church college en Oxford con Philip Sidney y William Camden, luego en el Middle Temple de Londres.
Fue High Sheriff of Cornwall de 1583 a 1586 y miembro del Parlamento por burgo podrido de Saltash en 1584. 
Desposó a Juliana Arundell, hija del sheriff de Cornualles John Arundell (1573-1574); su hijo Richard fue el primer baronet Carew en 1641.